# Rakvere JK Tarvas
Rakvere JK Tarvas is een Estische voetbalclub uit Rakvere.

## Geschiedenis
De club werd in 2004 opgericht als Rakvere FC Flora en speelt in het Rakvere Linnastaadio dat plaats biedt aan 2500 toeschouwers. In 2011 werd de huidige naam aangenomen.
In het eerste jaar werd de club kampioen op het vijfde niveau. In 2006 promoveerde Rakvere naar de II liiga en een jaar later naar de Esiliiga. In 2010 degradeerde de club maar werd in 2011 direct weer kampioen en keerde terug in de Esiliiga. In 2015 promoveerde de club naar de Meistriliiga. In 2016 werd Tarvas laatste en degradeerde weer naar de Esiliiga. In 2019 degradeerde de club na play-offwedstrijden naar de Esiliiga B en een jaar later, met maar drie punten, zelfs naar de II liiga

## Eindklasseringen vanaf 2004
| 1 |

| 3 |

| 2 |

| 2 |

| 8 |

| 10 |

| 9 |

| 1 |

| 3 |

| 4 |

| 8 |

| 4 |

| 10 |

| 3 |

| 5 |

| 8 |

| 10 |

| 9 |

| 2 |

| 3 |

| 3 |

| Meistriliiga | Esiliiga | Esiliiga B/Niv. 3 | II liiga |

De Esiliiga B startte in 2013. Daarvoor was de Liiga II het derde voetbalniveau in Estland.

## Bekende (oud-)spelers
- Marko Meerits
- Mati Pari